# سبحان‌کولوو
سبحان‌کولوو (انگلیسی: Subkhankulovo) یک شهرک در شهرستان تویمازینسکی استان باشقیرستان کشور روسیه است.